# أولاد إبراهيم (بني حسان)
أولاد إبراهيم هو دُوَّار يقع بجماعة لمحرة، إقليم الرحامنة، جهة مراكش آسفي في المملكة المغربية. ينتمي الدوّار لمشيخة بني حسان التي تضم 8 دواوير. يقدر عدد سكانه بـ 1238 نسمة حسب الإحصاء الرسمي للسكان والسكنى لسنة 2004.

## روابط خارجية
- البوابة الوطنية للجماعات الترابية
- المندوبية السامية للتخطيط